# Doppelripp

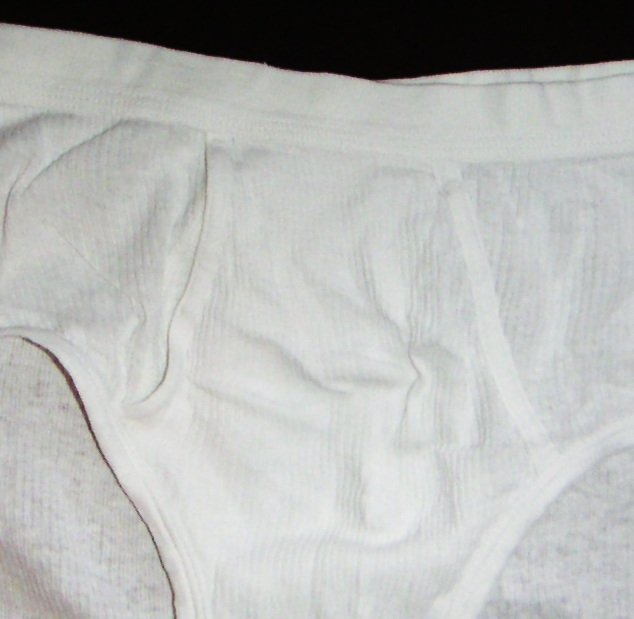
Doppelrippunterhose

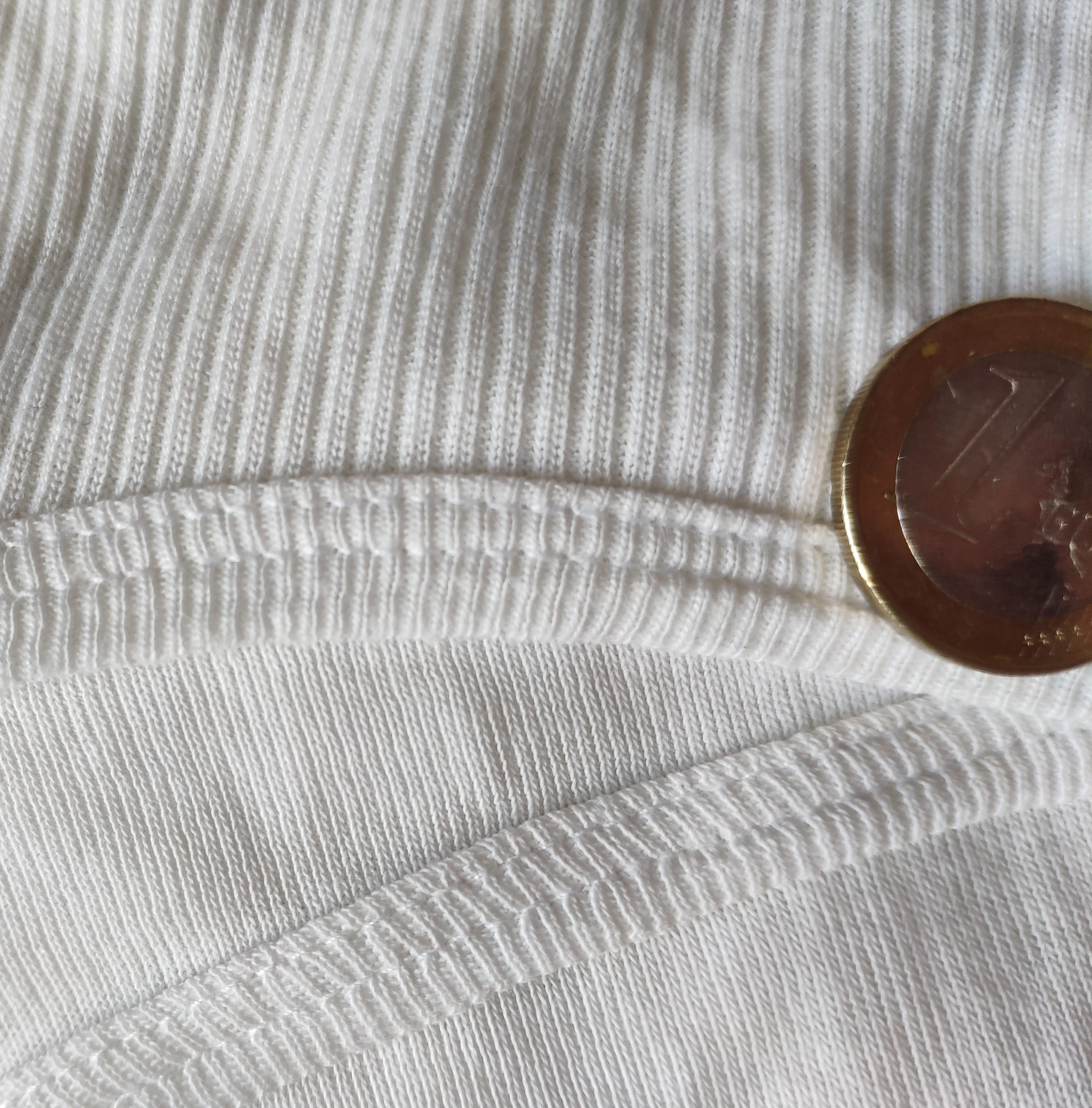
Vergleich Doppelripp (oben) mit Feinripp

Doppelripp ist eine zweiflächige Maschenware, die auf Rund- oder Doppelbett-Strickmaschinen hergestellt wird. Sie weist zwei oder mehr linke Maschenstäbchen auf, die sich mit den rechten abwechseln und einen Abstand zwischen den Rippen bilden. Die „erhabenen Rippen“ sind dabei die rechten Maschenstäbchen. 
Durch den Abstand zwischen den Rippen, welcher größer als bei Feinripp ist, ergibt sich ein gröberes Maschenbild.
Wegen der äußerst hohen Elastizität wird Doppelripp zum Beispiel bei der Produktion von Unterwäsche verwendet.